# Course-poursuite

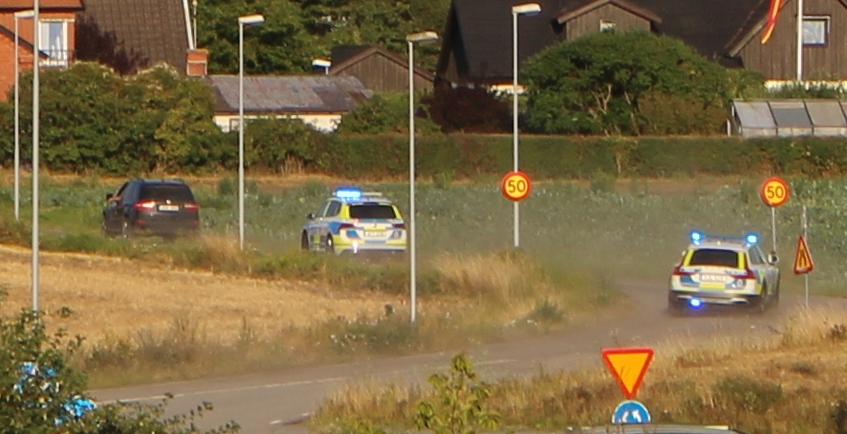
Véhicules de la police suédoise poursuivant un suspect fuyant à bord d'un véhicule (2020).

Le terme course-poursuite peut faire référence à une poursuite entre deux personnes ou deux groupes de personnes. La course-poursuite s’opère généralement entre délinquant et police, ou entre des groupes de délinquants.
Ce type d’événement est souvent largement médiatisé quand le poursuivi finit par se tuer, être tué ou tuer des tiers, durant la course[réf. nécessaire].

## Règles d'engagement et infractions relatives aux courses-poursuites

### Allemagne
En Allemagne, la course poursuite est pratiquée par la police sauf par exemple, si le fugitif passe par un centre-ville densément peuplé, Afin de réduire les risques pour les usagers de la route non impliqués, la course peut être stoppée et la police tente d'identifier l'auteur par d'autres moyens.

### Australie
En Australie, la « loi Skye » est le nom usuel de la loi de 2010 sur les courses-poursuite en Nouvelle-Galles du Sud. Elle porte le nom d'une fillette, Skye Sassine, âgée de 19 mois, qui a été tuée le 31 décembre 2009 lorsque la voiture de sa famille a été heurtée par un conducteur soupçonné de vol à main armée qui tentait d'échapper à la police. Le conducteur, dans cette affaire, a été reconnu coupable d' homicide involontaire.
La loi Skye fait de la fuite en cas de course-poursuite une infraction spécifique en elle-même, avec des peines de prison pouvant aller jusqu'à trois ans, ou jusqu'à cinq ans pour les récidives. L'infraction est commise si le conducteur est au courant de la poursuite, refuse de s'arrêter et conduit ensuite de manière imprudente ou dangereuse.
La loi a été immédiatement utilisée seulement quelques semaines après son adoption. Entre mai 2010 et mars 2012, 445 personnes ont été condamnées en vertu de la loi de Skye, dont 180 ont été emprisonnées.
En 2012, l'Australie-Occidentale a également introduit une série d'infractions liées à des courses-poursuite entraînant des peines d'emprisonnement,.

### Canada

#### Courses-poursuites de suspects par les policiers
Le Code criminel canadien ne contient pas de dispositions qui traitent explicitement de  règles d'engagement de courses-poursuites de suspects par les policiers. Par contre, une course-poursuite de suspects est principe assujettie aux règles relatives à l'arrestation en droit canadien (articles 495 et suivants du Code criminel) et aux règles de common law. Ainsi, le site Web du Commissaire à la déontologie policière explique que ː « De façon exceptionnelle et en dernier recours, [les policiers] peuvent obtenir la permission de réaliser une poursuite policière en véhicule. Ils doivent avoir un motif raisonnable de croire à la commission d’une infraction et n’avoir aucun autre moyen d’identifier ou d’arrêter le suspect. D’autres éléments doivent être considérés dont la nature et la gravité de l’infraction, les conditions climatiques, la présence de piétons, la densité de la circulation, l’existence de zones à risque, la présence de passagers dans le véhicule, les caractéristiques du véhicule policier et celles du véhicule du suspect. Tout au long de la poursuite, le policier doit évaluer le risque afin de déterminer s’il est préférable de mettre fin à celle-ci pour des enjeux de sécurité des personnes ou pour d’autres raisons ».
Par ailleurs, le fait de fuir un policier au moyen d'un véhicule à moteur (art. 320.17 C.cr.) constitue une infraction hybride passible d'un emprisonnement maximal de dix ans (art. 320.19 (5) C.cr.).

« 320.17 Commet une infraction quiconque conduisant un véhicule à moteur ou un bateau alors qu’il est poursuivi par un agent de la paix omet, sans excuse raisonnable, d’arrêter son véhicule à moteur ou son bateau dès que les circonstances le permettent.
320. 19 (5) Quiconque commet une infraction prévue aux paragraphes 320.13(1) ou 320.16(1), à l’article 320.17 ou au paragraphe 320.18(1) est coupable :
a) soit d’un acte criminel passible d’un emprisonnement maximal de dix ans;
b) soit d’une infraction punissable sur déclaration de culpabilité par procédure sommaire. »

#### Courses-poursuites entre non-policiers
En ce qui concerne les courses-poursuites entre non-policiers, bien que l'infraction de « courses de rue » ait été abrogée en 2018, faire des courses de rue peut néanmoins être poursuivi sous l'infraction de conduite dangereuse (art. 320.13 C.cr.) et les articles suivants du Code criminel.
En outre, les courses entre véhicules sont interdites en vertu de l'article 422 du Code de la sécurité routière du Québec, sauf s'il s'agit d'un rallye effectué conformément aux normes établies dans un règlement.

### États-Unis

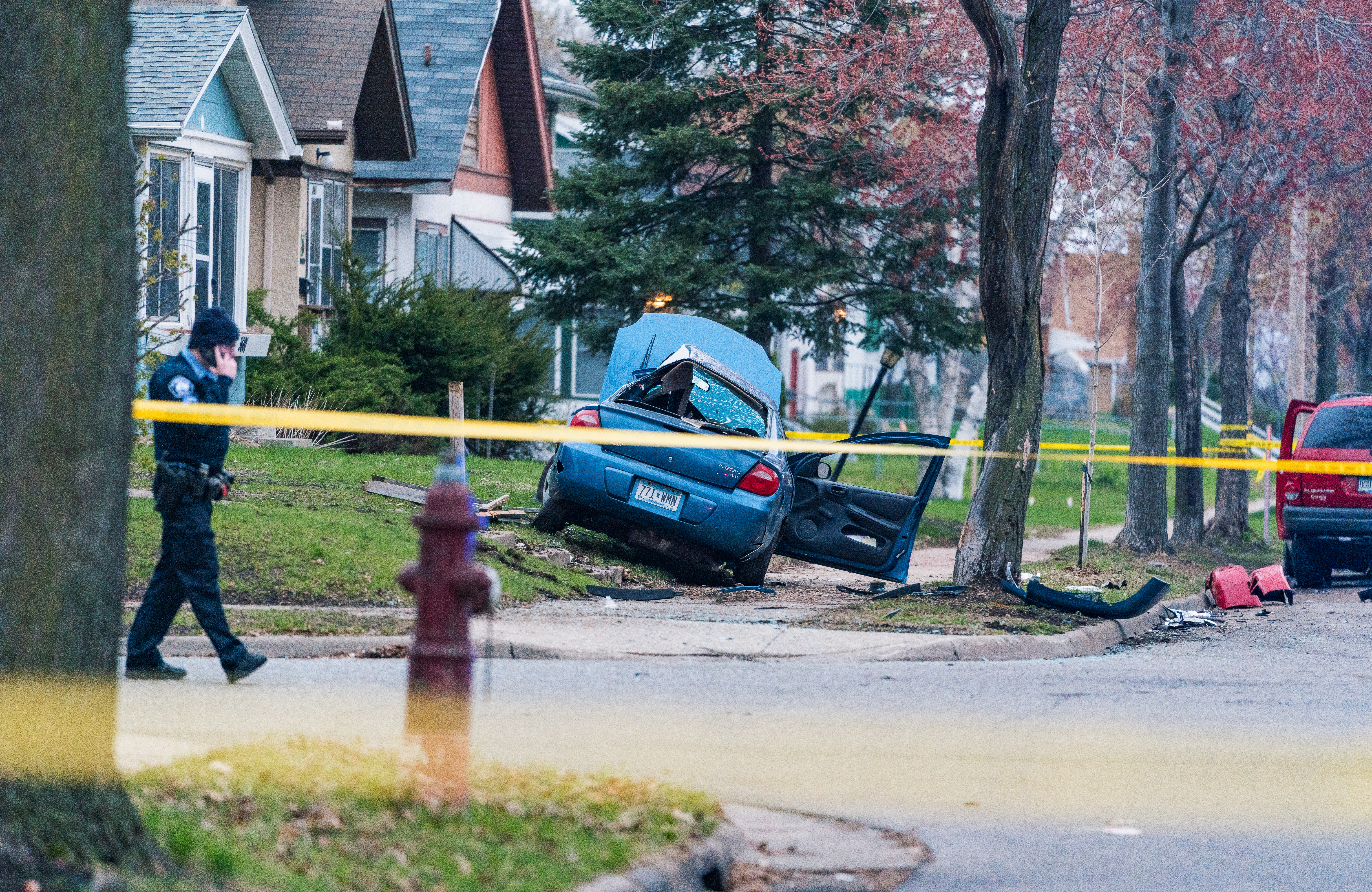
Conséquences d'une collision mortelle entre un suspect et un autre véhicule à la suite d'une poursuite à Minneapolis, Minnesota (2019).

Aux États-Unis, c'est la Cour suprême qui a tranché : en 2007, elle déclare dans l'arrêt Scott v. Harris (550 US 372) que « la tentative d'un policier de mettre fin à une poursuite en voiture qui menace la vie de passants innocents ne viole pas le quatrième amendement, même lorsqu'il expose l'automobiliste en fuite à des risques de blessures graves, voire mortelles ».

### France
En France, les courses-poursuite sont appelés « marquages » par la police. Ils sont réglementés par « une note de la police nationale datant de 1999. Celle-ci contient à la fois des éléments très techniques, sur la conduite du véhicule, la vitesse, la répartition du poids et des éléments plus théoriques sur les conditions de mise en œuvre de ces poursuites » :

« Il faut que la situation soit "grave" pour qu'une course-poursuite soit lancée. La note parle de plusieurs cas de figure : "fuite d’un individu armé ayant l’intention d’attenter à la vie d’un tiers, (...) d’un auteur armé ou non, d’un crime de sang, (...) d’un auteur non identifié d’autres crimes ou délits entraînant un préjudice corporel". »

 mais les agents doivent avoir recours à la « notion du discernement ».

« Il ne s'agit pas de règles très précises, mais plutôt d'indications pour les policiers, qui devront prendre la décision en fonction des différentes situations. »

Des « stages de renoncements » sont proposés aux policiers, pour savoir « quand mettre fin à la poursuite », mais une note précise d'ailleurs que, hormis dans les cas cités plus haut, « toute poursuite systématique est exclue, notamment en cas de refus d'obtempérer ».
Le port ou non du casque par l'individu fuyard pour décider de faire la poursuite n'est pas traité dans cette note.

#### Statistiques sur les délits de fuite
Le délits de fuite est le délit le plus fréquent sur les routes françaises : 29 % soit 172 000 en 2017. Ce chiffre qui ne cesse d’augmenter depuis le début des années 2000.

## Solutions technologiques pour éviter les courses-poursuite
Une option à l'étude consiste à utiliser la technologie pour mettre fin ou éviter la nécessité de telles poursuites. Par exemple, les véhicules peuvent être suivis par un aéronef ou un dispositif de marquage GPS tel que StarChase (en), permettant ainsi aux services de police d'intercepter par la suite, de manière fiable les suspects à l'aide de barrages fixes, lorsque le véhicule se trouve à faible vitesse ou lorsque le véhicule est en stationnement.[réf. souhaitée]

## Affaires factuelles de courses-poursuites, selon les pays

### États-Unis

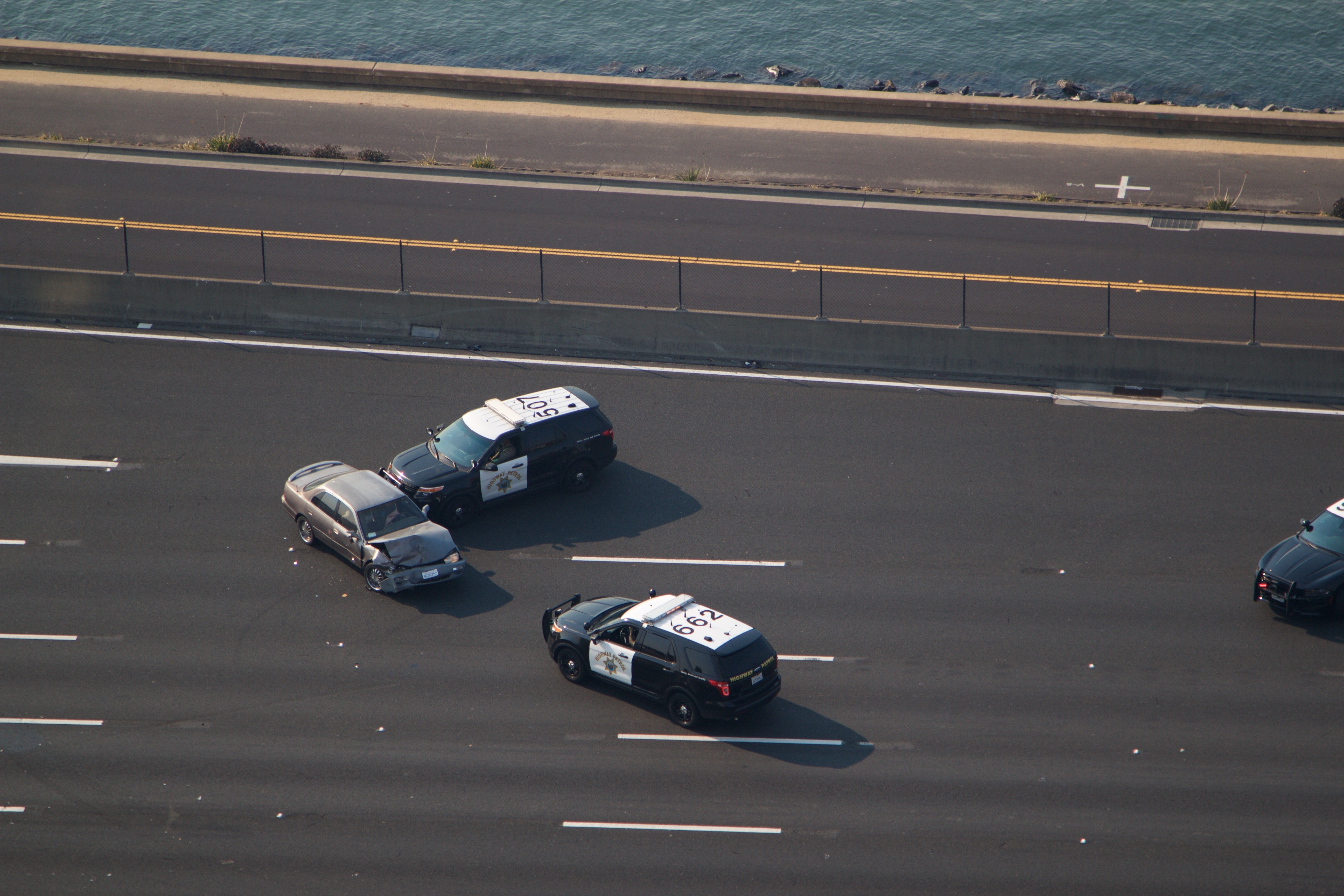
Deux SUV Ford Police Interceptor Utility et une Dodge Charger de la California Highway Patrol terminant une poursuite après avoir neutralisé le véhicule poursuivi.

Aux États-Unis, il existe de nombreuses émissions de télévision utilisant des hélicoptères qui retransmettent en quasi direct les courses-poursuite. Le quasi direct est un décalage de 10 secondes permettant au réalisateur de couper ou flouter la retransmission si un mort survient pendant la course-poursuite.
Cependant, le 28 septembre 2012, Fox News diffuse une course poursuite en Arizona qui se termine par le suicide du fuyard par balle. Fox News l'a diffusé avec un décalage de cinq secondes au lieu du décalage normal de dix secondes, ce qui a entraîné la diffusion de la mort en direct. Shepard Smith, le patron de la chaîne s'est rapidement excusé pour ce dérapage et s'est engagé à ne plus jamais le laisser se reproduire.

### France
Principales affaires de courses-poursuite en France ayant entraîné des morts.

#### 2005: décès de Zyed Benna et Bouna Traoré
Course-poursuite ayant entraîné les graves émeutes de 2005 dans les banlieues françaises

#### 2007: décès de Moushin Sehhouli et Laramy Samoura à Villiers-le-Bel
Le 25 novembre 2007, deux jeunes sont tués sur leur moto après une collision avec une voiture de police à Villiers-le-Bel. Cela déclenche les émeutes de 2007 à Villiers-le-Bel. Après ce drame, des notes internes et une circulaire demandent aux forces de l'ordre de ne pas engager de course poursuite avec ces deux roues pour ne pas risquer un éventuel accident

#### 2008: décès d'Ilies
En septembre 2008, Ilies 15 ans, vole une voiture dans le quartier de la monnaie à Romans dans la Drôme. Il est pris en chasse par une voiture de la BAC (brigade anticriminalité). Ilies prend un dos-d’âne à toute vitesse et s'écrase sur le mur d’un pavillon. Dès le lendemain, « quelques dizaines de jeunes de la Monnaie s’en sont pris au commissariat de police de Romans. Dans la soirée, ils mettaient le feu aux poubelles, jetaient des pierres sur les commerces, cassaient les vitres du centre médical, cambriolaient le bureau de tabac.... Un policier est blessé par une balle tirée au fusil de chasse » 

#### 2010: décès de Malek Saouchi
Le 20 janvier 2010, quatre jeunes sur un scooter volé sont poursuivis par la police municipale de Woippy. Le scooter dérape dans un virage. Le conducteur Malek Saouchi est tué. Les émeutes qui suivront  provoqueront l'incendie de quatre voitures et un autobus. Une école et des cabines téléphoniques sont saccagées.

#### 2014: décès du policier Yacine Zobiri
Le 6 novembre 2014, un policier municipal de Vénissieux, Yacine Zobiri , meurt lors d'une course-poursuite entamée avec un véhicule après plusieurs infractions constatées. Yacine Zobiri est cité en décembre à l'ordre de la Nation. 

#### 2017: décès de Luis Bico à Châlette-sur-Loing
Un homme, présentant des troubles psychiatriques, a été mortellement blessé ce samedi par des policiers venus l’interpeller. Les voisins ont filmé la scène,.

#### 2018: décès de Romain C. à Paris
Le 14 août 2018, arrêté à un contrôle de police aux Halles de Paris, Romain C., 26 ans, sans permis, refuse d'obtempérer et s'enfuit. « L'un des policiers, âgé lui de 23 ans, réquisitionne alors un scooter, prend la place de la passagère à l'arrière et se lance, avec le conducteur, à la poursuite du fugitif. »
Le policier à scooter rattrape le fuyard rue Condorcet, le jeune conducteur aurait alors engagé une marche arrière pour l'écraser. Le policier abat alors le fugitif avec son arme de service. Un collectif « Justice pour Romain » se crée.

#### Mars 2019: décès d'Adam et de Fathi
Le 2 mars 2019 :
- vers 21 h 10, « une patrouille de la police municipale de Grenoble a voulu contrôler un scooter sur lequel se trouvaient deux jeunes hommes sans casque qui, tout en roulant, dégradaient des voitures stationnées sur le cours Jean-Jaurès, à Grenoble » le conducteur du scooter a refusé le contrôle et le deux-roues a disparu.
- Une heure plus tard, un équipage de police nationale a voulu contrôler un scooter du même type dépourvu de plaque d’immatriculation , tous feux éteints avec un homme non casqué. Le scooter ne se serait pas arrêté et a disparu a dans le quartier Mistral.
- Quelques minutes plus tard, d'autres policiers en  voiture banalisée, ont vu sortir du même quartier « un scooter du même type également dépourvu de plaque d’immatriculation sur lequel était juchés deux hommes sans casque. ». Une course-poursuite s'engage.
- Le scooter entre, sort puis réentre en sens inverse sur l'A480. Un chauffeur de car témoigne avoir « vu un scooter et un gyrophare bleu dans son rétroviseur. Il aurait alors serré sur la droite pour laisser les deux véhicules le doubler. Mais au même moment, le conducteur du scooter aurait entrepris de le doubler par la droite et le deux-roues et ses deux passagers se sont alors retrouvés coincés entre le car et un mur. »
- le procureur de la République de Grenoble, Éric Vaillant déclare « Le travail des policiers était totalement justifié. Ils fallait essayer de faire ce contrôle. Outre le fait que ses deux passagers ne portaient pas de casque, le scooter roulait de nuit, sans plaque d’immatriculation, son comportement était suspect et il mettait en danger les autres usagers de la route »
- Le scooter était volé[31].

À la suite de ces morts, plusieurs nuits d'émeute se déroulent dans le quartier mistral. Taha Bouhafs les couvre en tant que journaliste. Il est poursuivi pour avoir directement pointé la responsabilité de la police.

#### Juin 2019: Kylian Le Reste tue un enfant à Lorient
En essayant de fuir la police après un contrôle. Kylian Le Reste, percute trois enfants à Lorient. L'un meurt, un second est en urgence absolu..... Le chauffard n'est pas retrouvé. Sa passagère est mise en examen. Il est arrêté dans un hôtel de Lanester après neuf jours de cavale. Le 16 février 2021, il est condamné à cinq ans de prison ferme. La communauté turque dont sont issues les victimes s'est impliquée pour demander justice,.

### Royaume-Uni
Au Royaume-Uni, on estime que 40 personnes par an meurent dans des incidents de la route impliquant la police, la plupart à la suite d'une course-poursuite.